# ガルシア1世 (レオン王)
ガルシア1世 （García I de León、870年頃 - 914年）は、初代レオン王（在位：910年 - 914年）。

## 生涯
アストゥリアス王アルフォンソ3世と、妃ヒメナ・デ・パンプローナがもうけた子供たちのうち、最も年長の息子であった。ガルシアは909年まで父とともに政治を行っていた。909年、ガルシアが関わっていた陰謀が露見した。アルフォンソ3世は王位を放棄し、領土を息子たち3人に分割相続させた。レオンはガルシアが、ガリシアはオルドーニョが、アストゥリアスはフルエラが治めることとなった。アストゥリアスが3カ国の中で第一であると認識された。
ガルシアの治世において、ドゥエロ川流域の要塞化が進められ、ロア、オスマ、クルニア、サン・エステバン・デ・ゴルマスに再植民が行われた。同時代のカスティーリャ伯ゴンサロ・フェルナンデスはこれらの取り組みを通じて影響力を得た。
914年、嗣子のないままガルシア1世はサモーラで没し、レオン王位をついだのはガリシアを治めていた弟オルドーニョであった。ガルシア1世の埋葬地は、オビエド大聖堂内にあるパンテオン・デ・レイエスである。
ガルシア1世の妃となったムニアドナは、カスティーリャ伯ムニオ・ヌニェスの娘であった。